# Агатополь (фрегат, 1833)
«Агатополь» — парусный 60-пушечный фрегат Черноморского флота Российской империи. Назван в память о взятии русскими войсками города-крепости Агатополь.

## История службы
Фрегат «Агатополь» был заложен в Николаеве и после спуска на воду в 1834 году вошел в состав Черноморского флота.
В апреле 1837 года принимал участие в переброске 13-й пехотной дивизии из Одессы в Севастополь. В составе эскадр вице-адмирала М. П. Лазарева, контр-адмирала С. А. Эсмонта и контр-адмирала С. П. Хрущова принимал участие в создании Кавказской укрепленной береговой линии, высаживая десанты, основавшие укрепления на мысе Адлер, в устьях рек Туапсе, Шапсухо, Субаши, Псезуапе и в Цемесской бухте.
В апреле 1840 года доставил из Севастополя пополнение для гарнизона Новороссийска. С 8 по 11 октября 1841 года, в составе эскадры контр-адмирала М. Н. Станюковича поддерживал огнём продвижение сухопутных войск под командованием генерала И. Р. Анрепа от Адлера до Сочи. Фрегат шел совместно с линейным кораблём «Трёх Иерархов» на буксире у пароходов «Могучий», «Молодец» и «Боец». Суда двигались впереди сухопутных войск на расстоянии около километра от них. Когда на берегу показывался крупный завал, пароходы подводили близко к берегу корабль и фрегат, которые артиллерийским огнём разрушали завалы и выбивали оттуда противника. Затем корабли продолжали движение вперед.
В составе эскадр находился в практических плаваниях в Чёрном море в 1840, 1842, 1844—1848 годах.
В 1853 году «Агатополь» разобран.

## Командиры фрегата
Командирами судна в разное время служили:
- Н. Б. Никонов (1835—1836 годы).
- граф Е. В. Путятин (1837—1838 годы).
- П. И. Касторф (1839 год).
- П. М. Юхарин (1840—1842 годы).
- И. Г. Арищенко (1844—1845 годы).
- Е. П. Манганари (1846—1848 годы).